# マイオ島
マイオ島 （マイオとう、Maio、カーボベルデ・クレオール語:Dja r’ Mai）は、アフリカ大陸のすぐ西の大西洋上のカーボベルデに属する、ソタヴェント諸島を構成する島の1つである。ボア・ヴィスタ島の南、サンティアゴ島の東にある。マイオ島は、カーボベルデでは通常見られない森林が、比較的広域に存在していることで知られている。人口5,435人。

## 地理

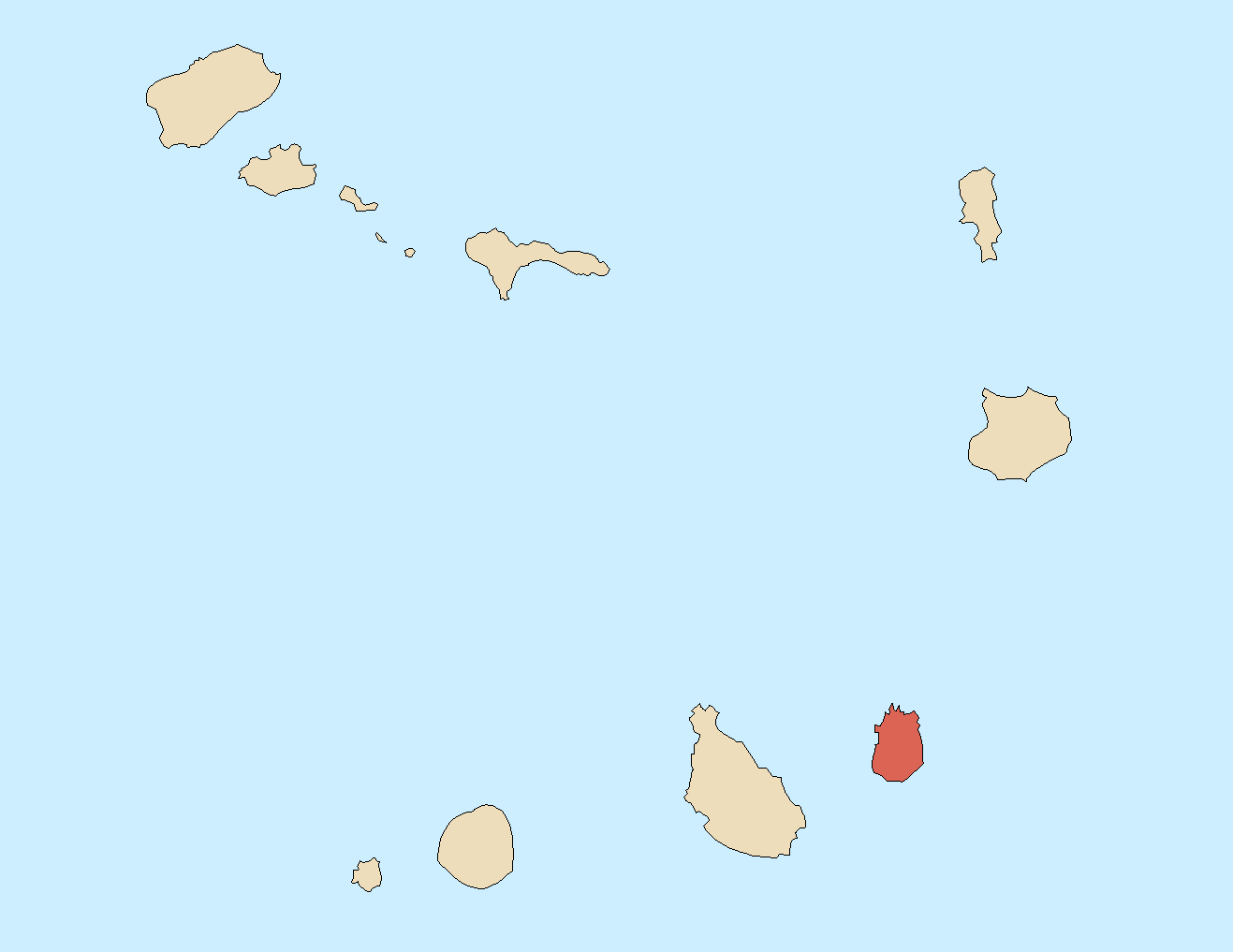
カーボベルデにおけるマイオ島の位置。

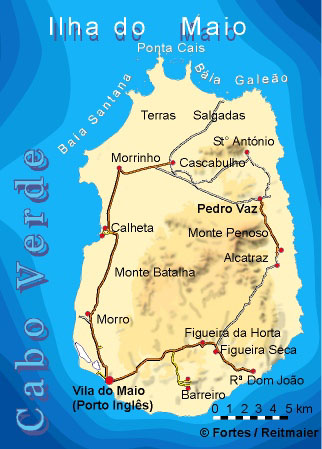
マイオ島の全島地図。

マイオ島内において最も標高の高い地点は、島の中央部やや東寄りに存在するペノーズ山の山頂（437メートル）である。島内には他にもバターリャ山など幾つかの山が存在する。テラス・サルガダスは、北部にある塩で満たされた平野である。島の第1の町はヴィラ・ド・マイオ（ポルト・イングレス）で、空港がある。
島には固有種のトカゲ、周辺海域にはアオウミガメ、タイマイ、アカウミガメ、ニシレモンザメ、イタチザメなどが生息しており、100種以上の渡り鳥がこの島を訪れた。2020年、島と周辺海域が生物圏保護区に指定された。また、南西部のポルト・イングレスの塩原にはラグーン、砂丘、岩が多い半砂漠、アカシア林などがあり、マカロネシアの乾燥地域でよく見られるハシナガヒバリ、ズグロスズメヒバリ、クロオビスナヒバリおよび湿地種のミユビシギ、オオソリハシシギなどの鳥類が生息している。一帯では特にシロチドリ、スナバシリ、アカウミガメが多く生息しており、2013年にラムサール条約登録地となった。

### 自治体
- アルカトラス（ポルトガル語版）
- バレイロ（ポルトガル語版）
- カリェタ・ド・マイオ（ポルトガル語版）
- カスカブリョ（ポルトガル語版）
- フィゲイラ・ダ・オルタ（ポルトガル語版）
- モリニョ（ポルトガル語版）
- モロ（ポルトガル語版）
- ペドロ・ヴァス（ポルトガル語版）
- ピラン・カン（ポルトガル語版）
- プライア・ゴンサロ（ポルトガル語版）
- リベイラ・ドム・ジョアン（ポルトガル語版）
- サント・アントーニオ（ポルトガル語版）
- ヴィラ・ド・マイオ（ポルトガル語版）（正式にはポルト・イングレス、イギリス人の港と呼ばれる）（人口1,561人）

## 歴史
1460年5月1日に、マイオ島は発見された。

## 経済
マイオ島は食塩の採取で繁栄しており、わずかな農業と放牧も行われている。産業が利益を生んでいるものは他にない。

## 行政
島全体でマイオ基礎自治体を構成する。

### 教区
- ノッサ・セニョーラ・ダ・ルス（ポルトガル語版）.